# Andreu Pujol i Mas
Andreu Pujol Mas (Breda, Selva, 12 de setembre de 1986) és un escriptor, historiador i historiador de l'art català.
Es va llicenciar en història i en història de l'art a la Universitat de Girona i és postgrau en Gestió de l'Art Actual per la Universitat de Barcelona. També realitzà el màster en Iniciació a la Recerca en Humanitats a la Universitat de Girona, finalitzat amb la tesina L'arquitectura escolar pública a Espanya (1900-1936): Historiografia i història. Ha desenvolupat tasca d'investigació en el camp de l'arquitectura escolar noucentista.
El seu primer llibre va ser Homenatge a Salvador Riera (Associació de Veïns Vilatans de Breda, 2012), una breu biografia del marxant d'art bredenc Salvador Riera, escrita en col·laboració amb la historiadora de l'art Gloria Bosch Mir. Aquell mateix any va publicar Podran arranar, però no desarrelar: Vida de Mn. Pere Ribot i Sunyer (Publicacions de l'Abadia de Montserrat, 2012), una biografia del sacerdot, poeta i lluitador antifranquista. L'any 2013 va publicar Ministeri d'Incultura: Catalunya a la recerca d'un kitsch nacional (A Contra Vent), un assaig que defensa la necessitat de la cultura catalana de comptar amb certs productes de baixa qualitat, com ara premsa rosa o televisió porqueria. De 2018 és Vam fer un referèndum (Saldonar), sobre el referèndum d'independència de Catalunya de l'1 d'octubre del 2017.
Col·laborador habitual de diversos mitjans de comunicació fent-hi anàlisi polític: El Punt Avui, El Periódico de Catalunya, El Temps, TV3, Telecinco, La Sexta, Cuatro i Catalunya Ràdio, entre d'altres 
Des del 2011 és regidor a l'Ajuntament de Breda pel grup municipal d'ERC. Actualment n'és primer tinent d'alcalde i gestiona les carteres de Cultura, Patrimoni, Promoció Econòmica, Comerç, Turisme i Comunicació.